# 주말의 정사
《주말의 정사》(Scandalosa Gilda)는 이탈리아에서 제작된 가브리엘 라비아 감독의 1985년 드라마 영화이다. 모니카 게리토레 등이 주연으로 출연하였고 피에트로 이노센지 등이 제작에 참여하였다.

## 출연

### 주연
- 모니카 게리토레
- 가브리엘 라비아

### 조연
- 자스민 메몬